# Clivus Argentarius

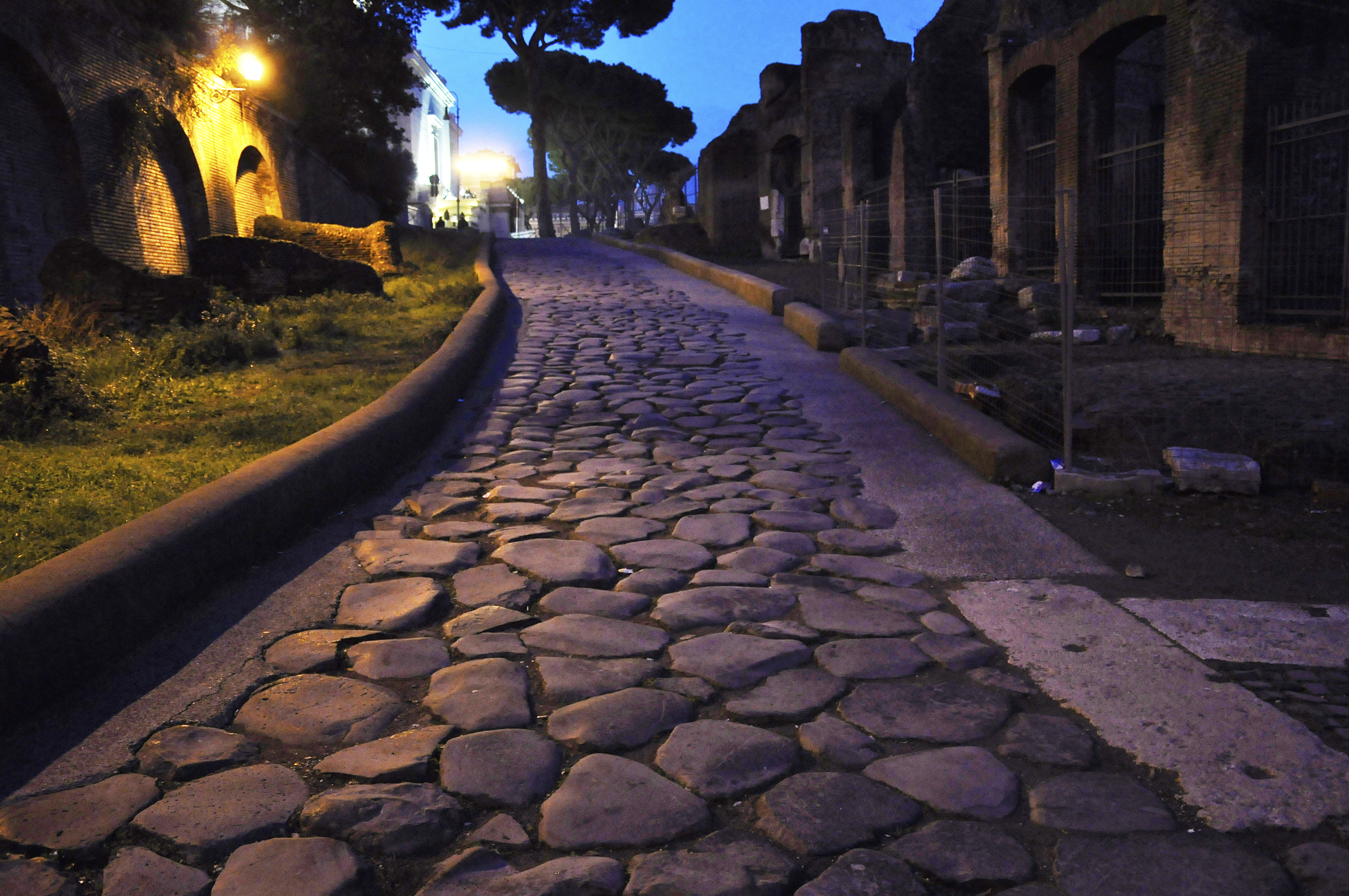
De Clivus Argentarius richting piazza Venezia

De Clivus Argentarius (It: Clivo Argentario) of helling van de geldwisselaars is een oude weg in de Italiaanse hoofdstad Rome (Lat. clivus, helling, vandaar ook steile straat). Een groot gedeelte van deze weg is nog bestraat met basaltblokken.
De weg ontleent het tweede deel van zijn naam aan de kantoren (tabernae) van de geldwisselaars (argentarii) die er actief waren. Hij verbond het Forum Romanum met het Marsveld. 